# Buranovo

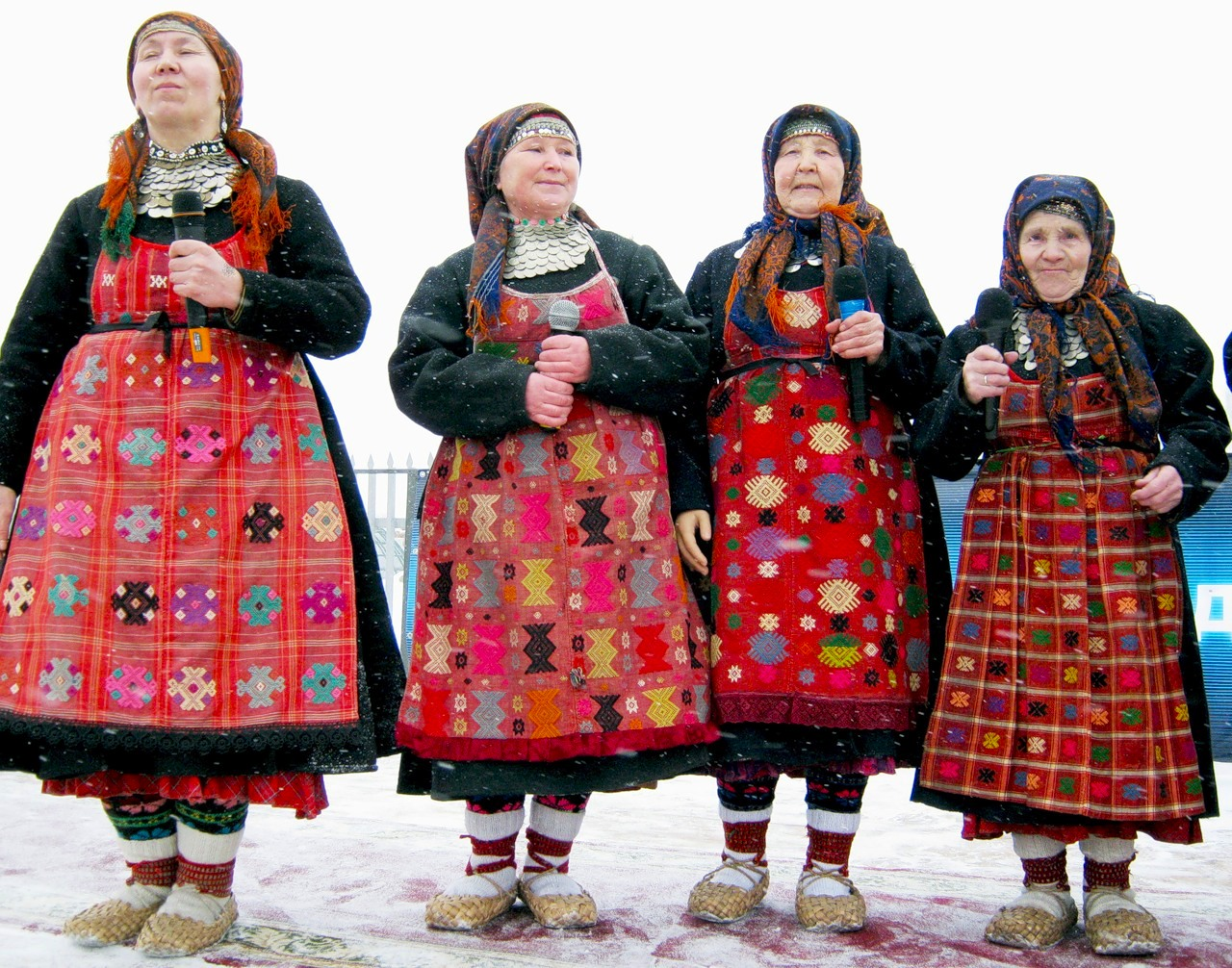
Integrantes de Buranovskiye Babushki

Buranovo o Brangurt (Бура́ново en ruso y Брангурт en udmurto) es una localidad rusa de Udmurtia ubicada a 30 km de Izhevsk
Según el censo de 2011 su población era de 658 habitantes, de los cuales 123 trabajan en educación Su estatus municipal es el de un selo (equivalente a una aldea) asentado en el distrito de Malopurginski.

## Gente notable
El grupo coral de la región: Buranovskiye Babushki representó a Rusia en el Festival de Eurovisión de 2012, quedando en segunda posición.